# عسگر گاریچی
عسگر گاریچی فردی بود که در زمان انقلاب مشروطه، کنترات‌چی ترابری میان تهران و قم بود. او یک بنگاه منظم مسافربری داشت و امتیاز حمل مسافر میان تهران و قم را به‌دست آورده بود.

## ماجرای مشروطه
روزی عسگر گاریچی در حال مستی به یک مسافر زن بی‌حرمتی می‌کند. پیرمردی در صدد حمایت از زن بر می‌آید. عسگر گاریچی پیرمرد را کتک زده و ریش وی را می‌برد. با رسیدن خبر این رویداد به قم، روحانیون قم از جمله سیدین سندین به طور دسته جمعی تقاضای برکناری وی را از این سمت می‌کنند. پاسخ سرد دربار، دستاویزی برای حمله به دربار و دولت به وجود آورد. برکناری عسگر گاریچی، در کنار تأسیس عدالت‌خانه، برکناری مسیو نوز بلژیکی، برکناری علاءالدوله و اجرای قوانین اسلام، یکی از خواسته‌های مردم و روحانیون در انقلاب مشروطه بود.